# Sphodrocepheus dentatus
Sphodrocepheus dentatus är en kvalsterart som beskrevs av K. Fujikawa 1972. Sphodrocepheus dentatus ingår i släktet Sphodrocepheus och familjen Cepheidae. Inga underarter finns listade i Catalogue of Life.